# طاهر رشتی
حاج ملا طاهر رشتی از فقهای تراز اول گیلان در دوران سلطنت ناصرالدین شاه قاجار و مرجع امور شرعی اهالی بود و از نظر نفوذ اجتماعی رقیب حاج ملا رفیع شریعتمدار (مجتهد معروف و ثروتمند عهد ناصری) بشمار می‌آمد. نامبرده در سال ۱۲۹۲ هجری قمری درگذشت و اعقاب او در رشت با نام فامیل طاهری شناخته شده هستند.